# NGC 6889
NGC 6889 este o galaxie situată în constelația Telescopul. A fost descoperită în 9 iunie 1836 de către John Herschel.